# Seprű

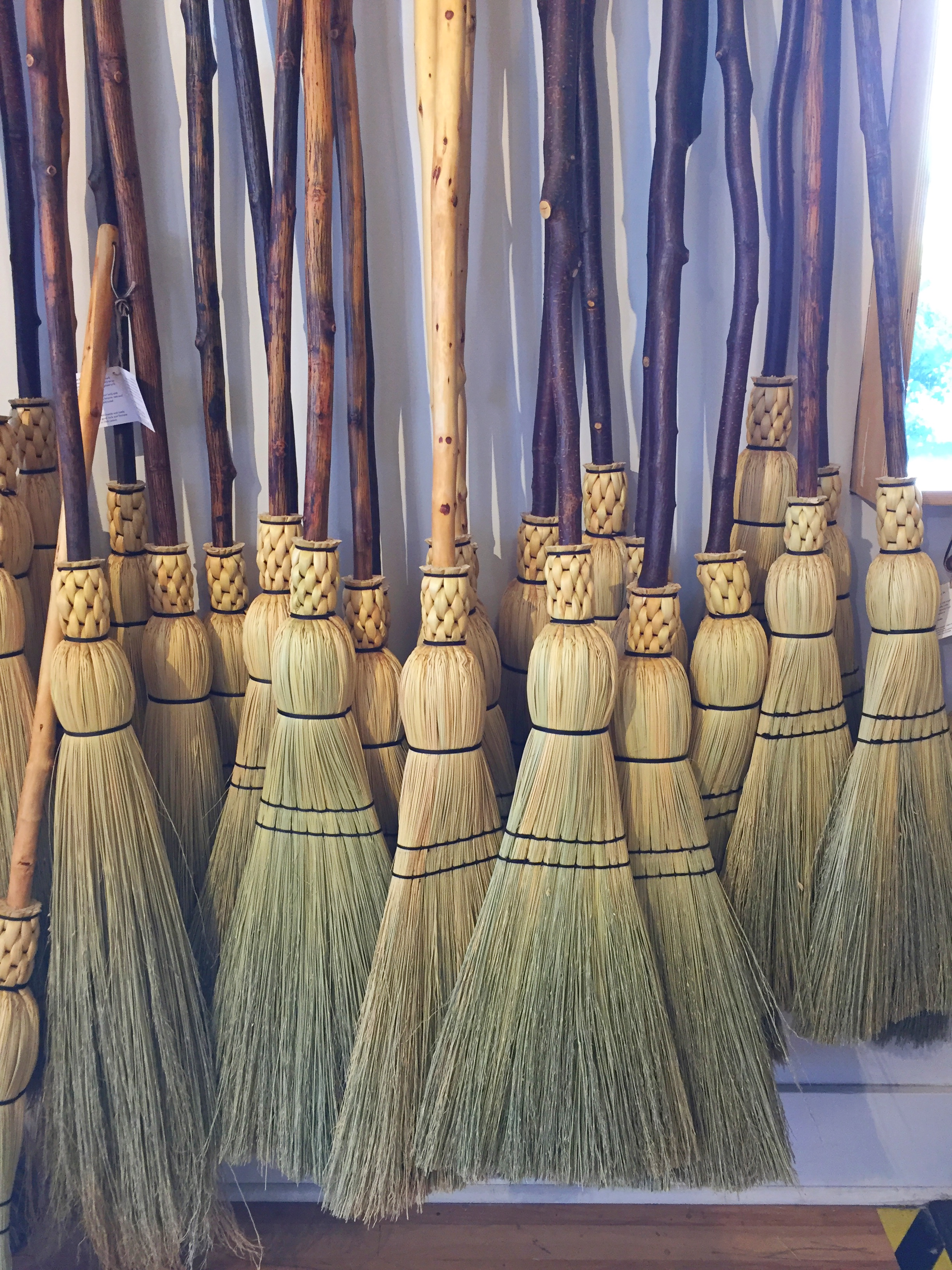
Nyeles cirokseprűk

Kókuszseprűk

A seprű vagy söprű elterjedt háztartási takarítóeszköz. Általános formája egy cirokból, esetleg gallyakból, műanyag sörtékből, tollakból álló köteg, melyet gyakran egy hosszú nyél végére erősítenek. Segítségével összegyűjtik a port, szemetet; jellemzően szemétlapáttal együtt használják.
Különböző takarítómunkákhoz más-más seprű az ideális: például az udvar vagy agyagpadló felseprésére a gallyseprű, bútorok, falak portalanítására a tollseprű.

## Története
Valószínűleg a legelső takarítóeszköz, amit az ember feltalált. Már az ókorban is ismert volt, és Izajás könyvében is említik („elsöpröm pusztító seprűvel”).
A seprűket sokáig otthon készítették, a seprűkötő mesterség csak a 18. században jelent meg. A 19. században a seprűcirok elterjedésével a gallyseprűket felváltotta a cirokseprű. Ugyanekkor jelentek meg a seprűkötő gépek, és a „lapos” formájú seprűk a korábbi hengeresek helyett. A műanyag sörtés seprűk az 1950-es évek után terjedtek el.
Magyarországon régen leggyakrabban nyírfa- vagy kökényvesszőkből kötötték a seprűt. Ezeket a 19. században kiszorította a cirok, bár egyes helyeken a nyírfaseprű még sokáig használatban volt. A 19. század végén már több seprűkötő manufaktúra működött.

## Népi hiedelmek, hagyományok
A magyar népi hagyományban sokféle babonát kapcsolnak a seprűhöz – ehhez valószínűleg az is hozzájárult, hogy a nyírfának, a leggyakrabban használt anyagnak mágikus erőt tulajdonítottak. A seprű távol tartotta az ártó, rontást hozó lényeket, ezért például az ajtóba támasztották, átcsurgatták rajta a vetőmagot, megcsapkodták vele a „megrontott” állatokat. Vihar elhárítására seprűt dobtak ki az udvarra.
A seprűt gyakran boszorkányokhoz társítják. Varázserejű seprűn lovagoló, repülő boszorkányokat legelőször 1453-ban említenek. Ennek a hiedelemnek az a valószínű eredete, hogy a középkorban a kábítószerélvezők hallucinogén főzetekkel bekent rudakat dörzsöltek a nyálkahártyájukhoz. A boszorkányseprű számos mesében, gyermekirodalmi műben megtalálható.